# Alan Freed
Alan Freed, född 15 december 1921 i Windber i Somerset County, Pennsylvania, död 20 januari 1965 i Palm Springs, Kalifornien, var en amerikansk DJ. Han är känd för att 1951 ha myntat termen rock and roll.
Freed ville spela svart rhythm and blues i sitt radioprogram utan att använda uttrycket R'n'B som innebar en omedelbar koppling till svart musik och kunde göra det svårt för vita ungdomar att lyssna på programmet. Att spela samma skivor men kalla dem rock and roll var mindre farligt. Rock and roll lär ursprungligen, liksom uttrycket jazz, ha varit svart slang för samlag.